# Pappo di Alessandria

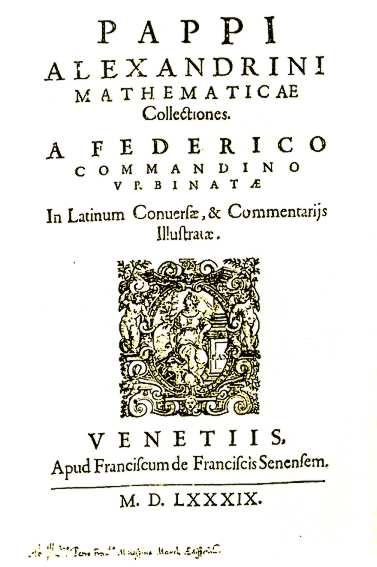
Frontespizio delle Mathematicae collectiones di Pappo, tradotte in latino da F. Commandino (Venezia, 1589)

Pappo di Alessandria (290 circa – 350 circa) è stato un matematico greco antico, uno dei più importanti del periodo tardo imperiale.

## Biografia

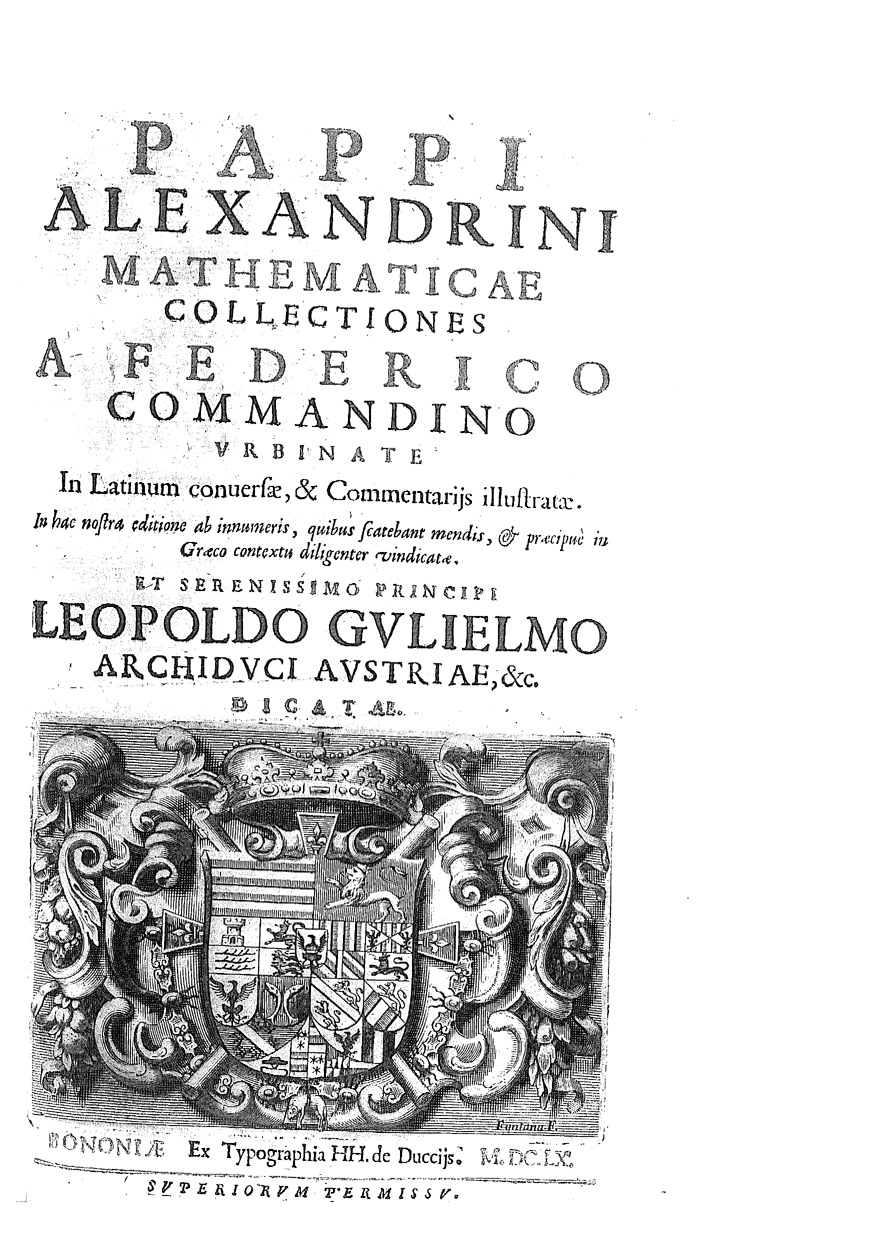
Frontespizio delle Mathematicae collectiones di Pappo, tradotte in latino da F. Commandino (Bologna, 1660)

Della sua vita si conosce ben poco e anche le date della sua nascita e della sua morte sono assai incerte. Sembra accertata solo la data del 320, anno intorno al quale egli ha scritto un commento all'Almagesto di Claudio Tolomeo, dal che si deduce, inoltre, che fosse un insegnante. In più, Suda lo colloca esplicitamente in questo secolo, dicendo che fu contemporaneo dell'imperatore Teodosio.

## Opere
Le sue opere sono in gran parte andate perdute; l'unica pervenutaci è quella intitolata Synagoge, nota anche come Collectiones mathematicae, un compendio di matematica che consisteva di otto volumi, dei quali, però, il primo e parti del secondo sono andate perdute. L'opera copre un ampio ventaglio di argomenti, tra i quali geometria, matematica ricreativa, duplicazione del cubo, poligoni e poliedri.
Vissuto in un periodo di decadenza degli studi geometrici, Pappo è stato sicuramente il maggior cultore della geometria dei suoi tempiː il teorema dell'esagono a lui attribuito viene posto come fondamento della moderna geometria proiettiva.

Pappo di Alessandria scoprì che l'esagono regolare presenta un rapporto area-perimetro maggiore rispetto ad altri poligoni regolari

Egli, in effetti, osservò, studiando i favi delle api, come l'esagono regolare, rispetto ad altre possibili pavimentazioni del piano con poligoni regolari, presenta un rapporto area-perimetro massimo per ogni cella. Inoltre, in geometria si hanno altri teoremi attribuiti a Pappo, di cui alcuni sono noti con il nome generico di teorema di Pappo. Tra di essi il Teorema del centroide di Pappo, la Catena di Pappo, il Teorema armonico di Pappo, il Teorema dell'esagono di Pappo, il cosiddetto Teorema di Pappo - Pascal e i Teoremi di Pappo-Guldino.
Suda elenca altri suoi scritti, perduti: Χωρογραφία οἰκουμενική (Chorographia oikoumenike, ossia Descrizione del mondo abitato), un commentario al Tetrabiblos di Tolomeo, Ποταμοὺς τοὺς ἐν Λιβύῃ (Sui fiumi in Libia) e Ὀνειροκριτικά (Interpretazione dei sogni). Pappo stesso menziona una sua trattazione sull' Ἀνάλημμα (Analemma) di Diodoro di Alessandria e abbiamo, di lui, anche parti di commentari ad Euclide in Proclo e negli scoliasti, e commenti agli Ἁρμονικά (Harmonika) di Tolomeo.
- (LA) Mathematicae collectiones, Bologna, Typographia HH. de Duccijs, 1660.